# Hexatrygonidae
Hexatrygonidae é uma família de raias com seis fendas branquiais (todas as outras raias têm apenas cinco) que possui apenas uma espécie válida descrita, Hexatrygon bickelli.
Tem um focinho longo e carnudo e foi encontrada no talude continental no Indo-Pacífico, desde a África do Sul até ao Japão e Hawaii.